# Acoltzin
En náhuatl: señor de donde da la vuelta el agua, "del remanso del lago", "de donde habitan patos", de donde se llega a señor de Culhuacán. Hay que descartar la raíz que significa Brazo fuerte ya que esta hace referencia a un mito nahuatl de un personaje así llamado similar a Hércules. En el nahuatl moderno el significado más cercano es abuelo o ancestro: coltzi lo que hace referencia al papel que tenía Culhuacan en el Valle de México por ser el pueblo que unió los últimos vestigios Teotihuacanos, Toltecas con los nuevos pueblos aztecas.
Acoltzin, también llamado "Quetzalia" o "Quetzalaya", llega a ser gobernante de Culhuacán en 1413 después de haber sido invadida por Azcapotzalco, a pesar de que ambas eran parte de la Triple Alianza (junto a Texcoco). Tezozómoc, gobernante de Azcapotzalco y máxima autoridad del Anáhuac pone a Acoltzin en lugar del asesinado Nauhyotzin, tlahtoani de la antigua ciudad culhua de Culhuacán. Esto lo hizo Tezozomoc para quitar rivales a los mexicas de Tenochtitlan, gobernados por su nieto. Acoltzin, sobrino tanto de Nauhyotzin como de Tezozomoc, estaba casado con la quinta hija de Tezozomoc, Tlacochcuecihuatl o Tlacochcuetzin. Con este acto, rompe con la Triple Alianza que tenía Azcapotzalco con Culhuacán y Coatl Inchan/Texcoco. Culhuacán se alía con Azcapotzalco.
Acoltzin fundaría la última dinastía de gobernantes de Culhuacán y en cierta forma de Tollan, por lo que se identificarían más adelante con su nombre además del propio. 
Acoltzin muere asesinado por los Tepanecas liderados por Maxtla (Azcapotzalco y Cuauhtitlan), ya que dos años después de la muerte de Tezozomoc se alía con Nezahualcóyotl (gobernante destronado de Texcoco), Tlaxcala, Chalco y Huejotzingo para recuperar los reinos Acolhuas, en los que Tezozomoc tras asesinar a Ixtlixochitl (padre de Nezahualcóyotl) puso a sus hijos al mando. El siguiente en esta línea sucesoria sería su hijo Xilomantzin, casado con la hija del gobernante de Tlatelolco, que gobernó Culhuacan del 1440 al 1473, tras el gobierno invasor de Tenochtitlan de 1429 a 1440 en la persona de Itzcóatl. Sería ejecutado por órdenes de Axayacatl por rebelarse contra Tenochtitlan junto con Moquihuix, gobernante de Tlatelolco. Aunque sobrevivió su hijo Acolmiztli, tras la rebelión Culhuacan pasó a ser un estado controlado por los mexicas de Tenochtitlan.
Los descendientes de Acolmiztli, tras la derrota de los pueblos aztecas por parte de los conquistadores españoles y los tlaxcaltecas huirían hacia Tlaxcala, Puebla y Veracruz, conservando el nombre Acoltzin o Acoltzi por apellido para identificarse más adelante si se volvían a reunir. Fundan Xoxtla (de Noxtla: nuestra casa, en nahuatl) en Puebla (actual municipio de San Miguel Xoxtla) y Acultzingo en Veracruz.
- Datos: Q5656724